# Сан Масимо (Ђенова)
Сан Масимо је насеље у Италији у округу Ђенова, региону Лигурија.
Према процени из 2011. у насељу је живело 419 становника. Насеље се налази на надморској висини од 112 м.